# Фернандо Еррасуріс
Фернандо де Еррасуріс-і-Мартінес де Альдунате (ісп. Fernando de Errázuriz y Martínez de Aldunate; 1 червня 1777, Сантьяго-де-Чилі — 16 листопада 1841, Сантьяго-де-Чилі) — чилійський політичний і державний діяч. Тимчасовий президент Чилі (31 березня — 18 вересня 1831 року). Сенатор Чилі, конгресмен, президент Сенату Чилі, член Першої урядової хунти (1810), віцепрезидент.

## Біографія
Син ректора Королівського університету Сан-Феліпе. До 1793 роки вивчав богослов'я в університеті Сан-Феліпе. Пізніше після успішного стажування в Королівській аудіенсіі став юристом.
У 1810 році взяв участь у формуванні Першої урядової хунти. У 1811 році був обраний в перший чилійський національний конгрес від провінції Ранкагуа. Учасник боротьби за незалежність Чилі. Під час чилійської війни за незалежність Еррасуріс був захоплений іспанцями в полон після битви при Ранкагуа. Тільки після перемоги чилійських патріотів в битві при Чакабуко в 1817 році знову отримав свободу. З 1822 по 1823 рік представляв свій округ у Палаті представників.
У 1823 роки після повалення Верховного директора Чилі Бернардо О'Хіггінс Еррасуріс був обраний членом правлячої хунти. Згодом він служив сенатором від Сантьяго, з 1824 року — президентом Сенату Чилі, також був головою парламенту провінції Сантьяго.
Під час громадянської війни між ліберально-федеральними силами і їх консервативно-централістські противниками Еррасуріс в 1830 року був призначений на посаду віце-президента при тимчасовому президенті Хосе Овальє і коли він помер 21 березня 1831 року, став тимчасовим президентом країни.
Еррасуріс займався державними справами ще шість місяців, поки Хосе Хоакін Прієто не набув посаду президента Чилі. Фернандо Еррасуріс залишався активним сенатором. У 1833 році був обраний президентом Конгресу Чилі.